# East Indies Station
Die East Indies Station, auch als East Indies Command bezeichnet, war ein Verband der britischen Royal Navy.

## Geschichte
Die East Indies Station wurde in der zweiten Hälfte des 18. Jahrhunderts als Flottenverband eingerichtet, Schiffe im Bestand der Station lassen sich ab 1764, Offiziere ab 1760 nachweisen. Der Verantwortungsbereich der Station umfasste den Indischen Ozean (ausschließlich der Gewässer um Niederländisch-Indien, Südafrika und Australien) und schloss den Persischen Golf und das Rote Meer ein. Dies implizierte keine territorialen Forderungen, obwohl die Royal Navy oftmals zur Durchsetzung britischer Handelsinteressen in diesen Seegebieten eingesetzt wurde.
Im Jahr 1820 bestand die Station aus 10 Kriegs- und zwei Hilfsschiffen. Der Bestand wuchs bis 1845 auf 22 Kriegs- und 10 Hilfsschiffe auf. Damit war die East Indies Station der größte Flottenverband der Royal Navy in Übersee. Im selben Jahr wurde auch die East Indies Station als ständiger Flottenverband eingerichtet. Bis zur Etablierung der Australia Station im Jahr 1848 war die East Indies Station auch für die Gewässer um Australien und Neuseeland zuständig. Mit Übergang zu dampfgetriebenen Schiffen verringerte sich der Bestand bis 1871 auf 10 Kriegsschiffe.
Basen der East Indies Station befanden sich in Colombo, Trincomalee, Bombay, Basra und Aden. Im Jahr 1939 bestand die Station aus dem 4. Kreuzergeschwader mit insgesamt drei Schiffen und jeweils einer Division im Roten Meer und im Persischen Golf. Die Divisionen hatten drei bzw. vier Sloops im Bestand.
Angesichts der wachsenden japanischen Bedrohung wurde im Dezember 1941 die China Station mit der East Indies Station zur Eastern Fleet zusammengefasst. Das Kommando der Eastern Fleet befand sich in Singapur.

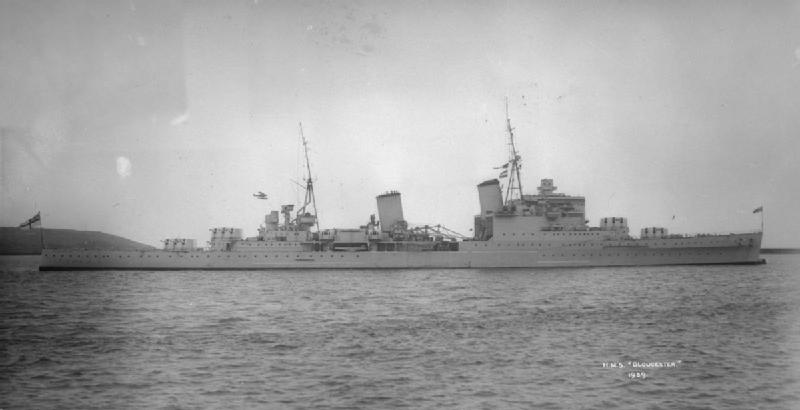
Leichter Kreuzer Gloucester im Dienst bei der East Indies Station 1939
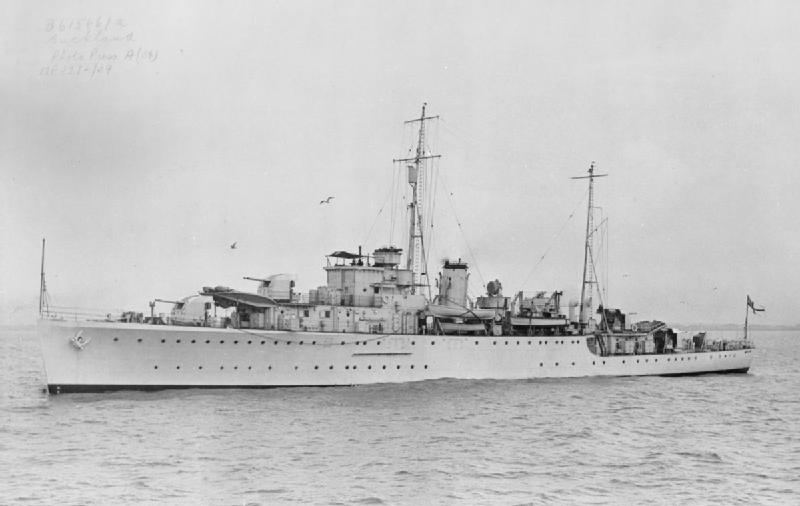
Sloop Auckland, die bei der East Indies Station im Einsatz war

## Oberbefehlshaber
| Dienstgrad und Name                | Amtszeit            | Amtszeit                       | Bemerkungen                           |
| Dienstgrad und Name                | Beginn der Amtszeit | Ende der Amtszeit              | Bemerkungen                           |
| ---------------------------------- | ------------------- | ------------------------------ | ------------------------------------- |
| Commodore Curtis Barnett           | 1744                | 2. Maijul. / 13. Mai 1746greg. | im Dienst verstorben                  |
| Captain Edward Peyton              |                     |                                | mit der Führung der Geschäfte betraut |
| Commodore Thomas Griffin           | 15. Januar 1746     | Juli 1748                      |                                       |
| Rear-Admiral Edward Boscawen       | 1748                | 1750                           |                                       |
| Commodore William Lisle            | 1750                | 1754                           |                                       |
| Rear-Admiral Charles Watson        | 1754                | 16. August 1757                |                                       |
| Vice-Admiral George Pocock         | 1757                | 1759                           |                                       |
| Rear-Admiral Charles Steevens      | 1760                | 1761                           |                                       |
| Rear-Admiral Samuel Cornish        | 1761                | 1763                           |                                       |
| Captain John Byron                 | 18. Juni 1764       | 1766                           |                                       |
| Commodore John Lindsay             | 23. August 1769     | 1772                           |                                       |
| Rear-Admiral Robert Harland        | 1771                | 1775                           |                                       |
| Commodore Edward Hughes            | 2. September 1773   | 1777                           |                                       |
| Commodore Edward Vernon            | 30. Mai 1776        | 1780                           |                                       |
| Rear-Admiral Edward Hughes         | 10. Juli 1778       | 1784                           |                                       |
| Vice-Admiral Hyde Parker           | 1782                | 1782                           |                                       |
| Commodore Andrew Mitchell          | 1784                | 1785                           |                                       |
| Commodore Charles Hughes           | 1785                | 1787                           |                                       |
| Commodore William Cornwallis       | 10. November 1788   | 1794                           |                                       |
| Commodore Peter Rainier            | 1794                | 1805                           |                                       |
| Rear-Admiral Edward Pellew         | 1804                | 1809                           |                                       |
| Rear-Admiral Thomas Troubridge     | 1805                | 1807                           |                                       |
| Rear-Admiral William O'Bryen Drury | 1809                | 1811                           |                                       |
| Vice-Admiral Samuel Hood           | 1811                | 1814                           |                                       |
| Commodore George Sayer             | 1814                | 1815                           |                                       |
| Rear-Admiral George Burlton        | 1815                | 1815                           |                                       |
| Commodore George Sayer             | 1815                | 1816                           |                                       |
| Rear-Admiral Richard King          | 1816                | 1820                           |                                       |
| Rear-Admiral Henry Blackwood       | 1820                | 1822                           |                                       |
| Commodore Charles Grant            | 1822                | 1824                           |                                       |
| Commodore James Brisbane           | 1825                | 1826                           |                                       |
| Rear-Admiral William Hall Gage     | 1825                | 1829                           |                                       |
| Rear-Admiral Edward Owen           | 1829                | 1832                           |                                       |